# غورغي كلارك
غورغي كلارك (بالإنجليزية: Georgie Clarke) هي منافسة ألعاب القوى أسترالية، ولدت في 17 يونيو 1984.

## وصلات خارجية
- غورغي كلارك على موقع الاتحاد الدولي لألعاب القوى (الإنجليزية)
- غورغي كلارك على موقع النتائج التاريخية لألعاب القوى الأسترالية (الإنجليزية)
- غورغي كلارك على موقع أوليمبيديا (الإنجليزية)
- غورغي كلارك على موقع اللجنة الأولمبية الأسترالية (الإنجليزية)